# Bašovce
Bašovce é um município da Eslováquia, situado no distrito de Piešťany, na região de Trnava. Tem 4,044 km² de área e sua população em 2019 foi estimada em 342 habitantes.

## Demografia
| Ano:        | 1994 | 2004   | 2014   | 2024   |
| ----------- | ---- | ------ | ------ | ------ |
| Broj ljudi: | 365  | 348    | 346    | 336    |
| Razlika:    |      | -4,65% | -0,57% | -2,89% |

| Ano:               | 2023 | 2024   |
| ------------------ | ---- | ------ |
| Número de pessoas: | 331  | 336    |
| Diferença:         |      | +1,51% |